# مارك رانكين
مارك رانكين (بالإنجليزية: Mark Rankine)‏ هو لاعب كرة قدم بريطاني في مركز الوسط، ولد في 30 سبتمبر 1969 في دونكاستر في المملكة المتحدة. لعب مع بريستون نورث إيند وشيفيلد يونايتد ونادي ترانمير روفرز ونادي دونكاستر روفرز ووولفرهامبتون واندررز.

## وصلات خارجية
- مارك رانكين على موقع قاعدة بيانات كرة القدم.إي يو (الإنجليزية)
- مارك رانكين على موقع Soccerbase.com (لاعب) (الإنجليزية)